# Jean-Baptiste Besard
Jean-Baptiste Besard (ur. ok. 1567 w Jussey lub Besançon, zm. po 1617) – francuski lutnista i kompozytor.
Pochodził z rodziny mieszczańskiej. W 1587 roku uzyskał doktorat z prawa cywilnego i kanonicznego na uniwersytecie w Dole. Później studiował medycynę w Rzymie, jednocześnie doskonaląc się w grze na lutni. Wiadomo, że w 1597 roku przebywał w Hesji. W 1602 roku powrócił do Besançon, gdzie zawarł związek małżeński. Rok później porzucił jednak żonę i wyjechał na stałe do Niemiec, odwiedzając rodzinne strony jedynie okazjonalnie w celu załatwienia spraw finansowych. Mieszkał m.in. w Kolonii i Augsburgu.
Jest autorem dwóch zbiorów tabulatur na lutnię, Thesaurus harmonicus (Kolonia 1603) i Novus partus, sive Concertationes musicae (Augsburg 1617), zawierających bogaty przegląd utworów autorstwa różnych kompozytorów tworzących w 2. połowie XVI wieku. Ponadto wydał zbiór tekstów szesnastowiecznych traktatów Mercurius Gallo-Belgicus (zachował się jedynie 5. tom) oraz rozprawę medyczno-fizyczną Antrum philosophicum (Augsburg 1617), dedykowaną księciu pomorskiemu Filipowi II i jego braciom.